# Mayo Clinic
Pour les articles homonymes, voir Mayo.
La Mayo Clinic (Mayo Clinic College of Medicine and Science) est une fédération hospitalo-universitaire et de recherche américaine. De réputation mondiale, son siège se trouve à Rochester, dans le Minnesota. En 2024, la Mayo Clinic est classée meilleur hôpital au monde par le magazine Newsweek. En 2023-2024, la Mayo Clinic est aussi classée meilleur hôpital des États-Unis, toutes spécialités confondues, par le magazine US News & World Report. La Mayo Clinic a plus de 60 000 employés.

## Histoire

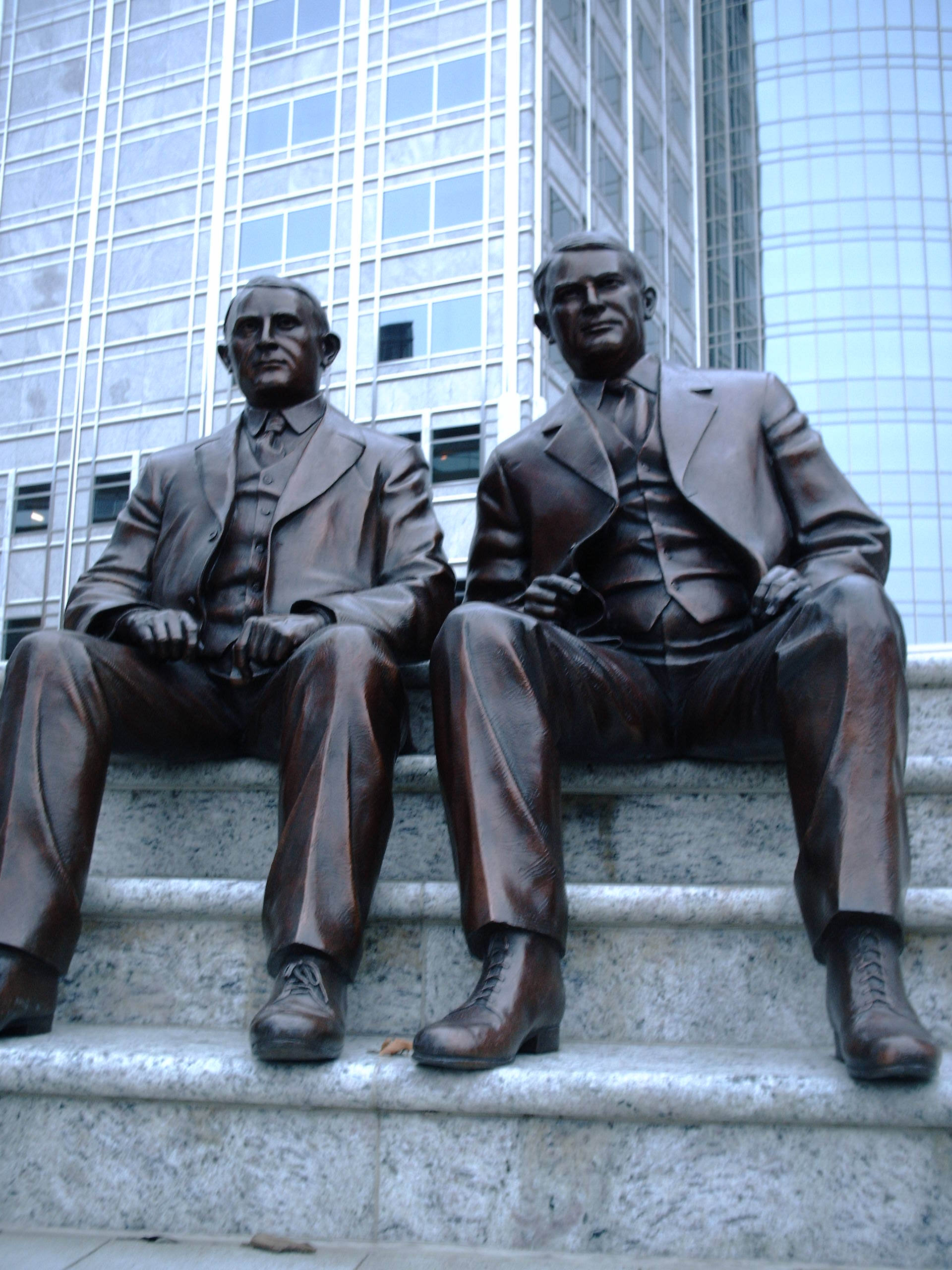
Les frères Mayo, “Will” et “Charlie”, à l'arrière-plan, une partie du bâtiment Gonda.

La Mayo Clinic sert d'abord de cadre aux activités professionnelles de trois médecins, William Worrall Mayo (1819-1911) et ses deux fils, William James Mayo (1861-1939) et Charles Horace Mayo (1865-1939). C'est en 1846 que W.W. Mayo émigre de sa région d'origine de Salford, dans l'ouest de l'Angleterre, aux États-Unis où il obtient son diplôme de médecine en 1850 dans l'État d'Indiana. Pendant la guerre de Sécession il est nommé chirurgien attitré du bureau de recrutement du Minnesota et en 1864 il se fixe avec ses deux fils à Rochester où se trouve alors le quartier général du recrutement de l'armée de l'Union.
Les deux fils du Dr W.W. Mayo commencent leur formation médicale aux côtés de leur père, en l'observant, puis en l'assistant lors de ses visites aux patients et plus tard dans ses autopsies.  Le « Dr Will »  (comme on le surnommait) est diplômé de l'Université du Michigan en 1883, et le « Dr Charlie » du Chicago Medical College de la Northwestern University en 1888. Après quoi tous deux reviennent exercer à Rochester où ils continuent à aider leur père dans sa pratique médicale.
En 1883 une tornade ravage la ville de Rochester et fait un grand nombre de victimes. C'est en aidant les religieuses de la congrégation des sœurs de Saint François à soigner les blessés que les trois docteurs Mayo réalisent la nécessité d'un établissement de soins : c'est ainsi que la construction du Saint-Marys Hospital, doté de 27 lits est décidée et achevée en 1889. Aujourd'hui cet établissement propose 1 157 lits.
Le docteur Henry Stanley Plummer se joint au groupe médical en 1901. On le considère  comme l'« architecte » du groupe Mayo, et l'inventeur de nombreux systèmes de pratique de groupe qui sont aujourd'hui largement répandus dans le monde aussi bien en médecine que dans d'autres domaines, comme le dossier médical individuel ou les lignes téléphoniques interconnectées. On lui doit aussi les plans du Plummer Building de la clinique qui resta longtemps le plus haut bâtiment de Rochester, inscrit au Registre national des bâtiments historiques en 1969.

## Au début duXXIesiècle

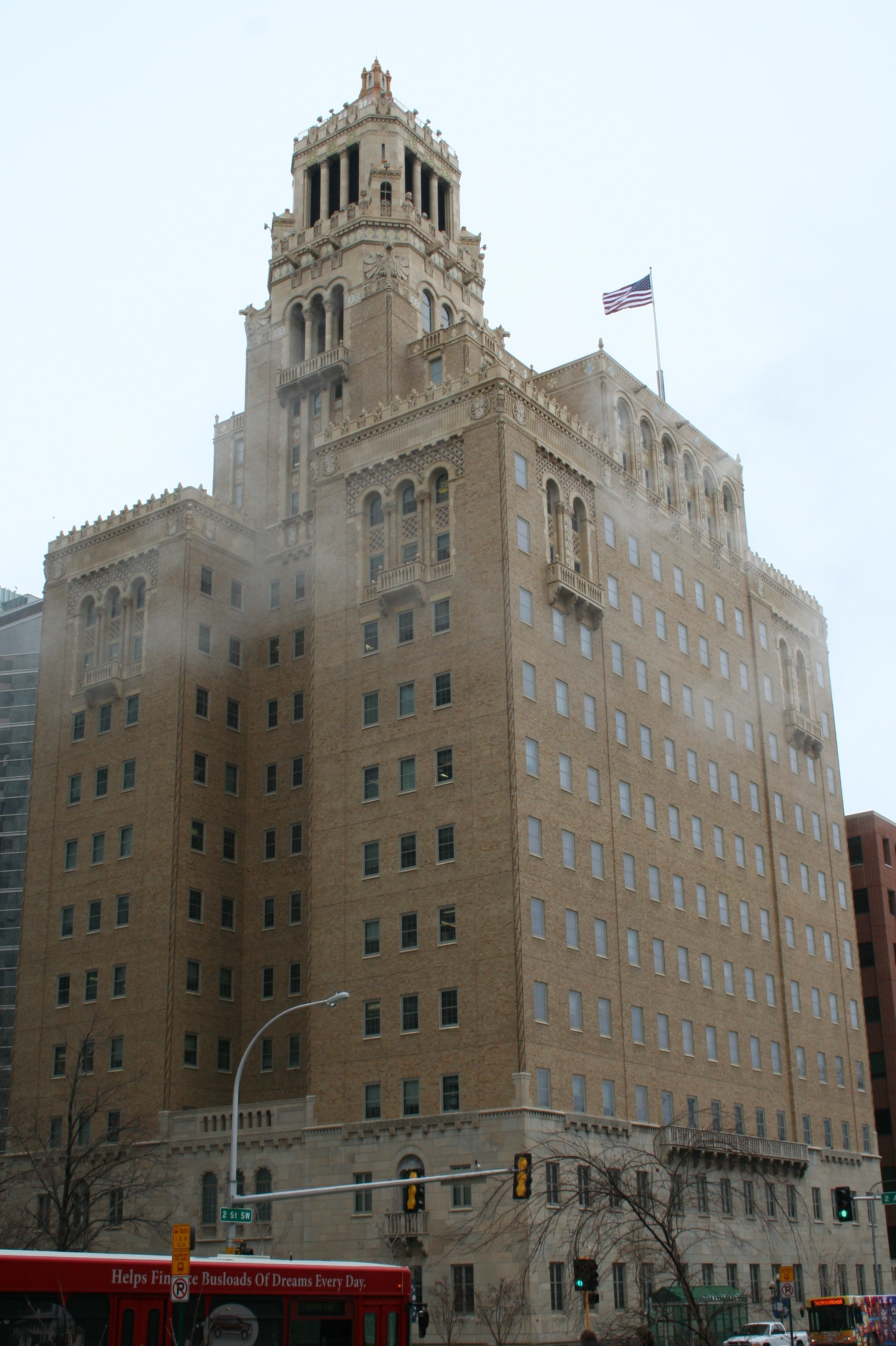
Le Plummer Building.

Les plus anciennes et principales installations se trouvent à Rochester, mais d'autres hôpitaux et professionnels de santé dépendant directement de la fondation sont répartis sur deux autres sites aux États-Unis : Jacksonville en Floride et Phoenix en Arizona. De plus, la Mayo Clinic dirige plusieurs cliniques et hôpitaux de taille plus modeste dans le  Minnesota, l'Iowa et le Wisconsin, l'ensemble étant regroupé sous l'étiquette Mayo Health System.
Le terme « clinique » dans le nom de la Mayo Clinic prête quelque peu à confusion, car il désigne habituellement une petite structure de soins ambulatoires telle que l'était initialement la Mayo Clinic, alors que celle-ci est devenue un système de soins régional pour tout le sud du Minnesota, le Mayo Health System offrant toute la gamme des soins ambulatoires et hospitaliers. C'est aussi une organisation de recherche médicale à l'échelle nationale et de renommée internationale. L'ancien nom a toutefois été gardé pour des raisons historiques et par nostalgie.
La valeur essentielle de la Mayo Clinic réside dans la devise « les besoins du patient passent avant tout. » Sa mission est de fournir « chaque jour à chaque patient les soins optimaux à travers la pratique clinique, l'éducation et la recherche » (extrait de sa charte).
En termes de revenus, la Mayo Clinic est la deuxième organisation à but non lucratif de l'État du Minnesota, après la société d'assurances maladie Blue Cross and Blue Shield of Minnesota. En 2004, l'organisation a encaissé 5,6 milliards de dollars. Tous les bénéfices sont réinvestis dans la formation professionnelle et la recherche.

Ancien logo de la Mayo Clinic.

Le mode de rétribution de son personnel médical est significatif de l'esprit de la Mayo Clinic : alors que dans la plupart des systèmes de soins les médecins sont payés à l'acte — c’est-à-dire que plus le nombre de patients examinés est grand, plus le revenu du médecin est important — à la Mayo Clinic les médecins perçoivent leur salaire indépendamment du volume des patients, ce qui leur permet de passer plus de temps avec eux sans avoir à se soucier des contraintes horaires. Ainsi médecins et chirurgiens ne sont pas poussés à effectuer plus d'actes ou d'opérations.
Les statistiques pour 2004 sont les suivantes :
- 513 377 patients hospitalisés ;
- 2 271 484 consultations externes ;
- 130 093 hospitalisations ;
- 599 002 jours d'hospitalisation.

## Personnalités
- Louis Wilson : technique des biopsies extemporanées en 1905.
- William H. Goeckerman : utilisation du goudron et des rayons ultraviolets pour traiter le psoriasis en 1925.
- Bayard Taylor Horton : description de l'artérite temporale à cellules géantes en 1932.
- Albert Szent-Györgyi, biologiste: prix Nobel de physiologie ou médecine en 1937 pour ses découvertes liées aux processus de combustion chimique, avec une mention spéciale à la vitamine C et à la catalyse de l'acide fumarique.
- Edward Calvin Kendall, chimiste : prix Nobel de physiologie ou médecine en 1950 pour l'isolation de la cortisone et ses applications thérapeutiques.
- Philip S. Hench, médecin : prix Nobel de physiologie ou médecine en 1950 pour l'isolation de la cortisone et ses applications thérapeutiques.
- Frederick Moersch : description du syndrome du canal carpien en 1938.
- Edward Howard Lambert : description du syndrome myasthénique de Lambert-Eaton en 1956.
- Gunnar B. Stickler : description du syndrome de Stickler en 1965.
- John Kirklin, chirurgien cardiothoracique : premier au monde à utiliser le circuit cardio-pulmonaire (cardio-pulmonary bypass) en 1955
- O. T. Clagett, chirurgien thoracique renommé.
- James A. Levine, professeur d'endocrinologie et de nutrition.

## Patients célèbres
Des célébrités du monde entier viennent fréquemment se faire soigner à la Mayo Clinic. Parmi les patients bien connus, anciens et actuels, on peut citer :

### Hommes politiques
- Franklin D. Roosevelt, président des États-Unis
- John F. Kennedy, président des États-Unis
- Ronald Reagan, président des États-Unis
- George H. W. Bush, président des États-Unis
- Le roi Hussein de Jordanie
- l'évangéliste Billy Graham
- Le 14e dalaï-lama[4]
- John McCain, sénateur républicain[5]

### Musiciens
- Sir Elton John
- George Harrison (The Beatles)
- Le chanteur folk Art Garfunkel
- Le musicien de jazz Benny Goodman
- Le guitariste Eddie Van Halen
- Bono, membre du groupe U2
- Le chanteur Ronnie James Dio
- Céline Dion

### Écrivains
- Ernest Hemingway
- Robert Jordan

### Divers
- Juan Martin Del Potro, joueur de tennis professionnel
- Patrick Volkerding, fondateur de Slackware Linux
- Larry Brown, entraîneur des Knicks de New York
- Flip Saunders, président/entraineur des Minnesota Timberwolves
- Lou Gehrig, joueur de baseball dont le nom aux États-Unis est resté attaché à la maladie de Charcot dont il était atteint.
- Charles Montgomery Burns, personnage fictif de la série animée Les Simpson.

## Développement d'outils
Le groupe Biomedical Imaging Resource (BIR) de la Mayo Clinic est spécialisé dans la recherche en imagerie médicale. Les domaines de recherche du BIR comprennent l'acquisition, le traitement et l'analyse d'images. Le BIR développe un logiciel d'imagerie biomédicale : Analyze.